# Мочира
Мочира (рум. Mocira) — село у повіті Марамуреш в Румунії. Входить до складу комуни Реча.
Село розташоване на відстані 405 км на північний захід від Бухареста, 6 км на південний захід від Бая-Маре, 94 км на північ від Клуж-Напоки.

## Населення
За даними перепису населення 2002 року у селі проживали 786 осіб, з них 782 особи (99,5%) румунів. Рідною мовою 784 особи (99,7%) назвали румунську.